# Lac de Lavaud-Gelade
Le lac de Lavaud-Gelade, ou de Lavaud Gelade, ou de la Vaud Gelade, est un lac artificiel français situé en région Nouvelle-Aquitaine dans le département de la Creuse, sur les communes de Royère-de-Vassivière et Saint-Marc-à-Loubaud. Il est alimenté par le Thaurion.

## Géographie
Sur le plateau de Millevaches, dans la moitié sud du département de la Creuse, le lac de Lavaud-Gelade est partagé entre les communes de Royère-de-Vassivière et de Saint-Marc-à-Loubaud. Long de quatre kilomètres pour un kilomètre et demi de large à son maximum, il est alimenté par le Thaurion — un affluent de la Vienne — ainsi que par une dizaine de ruisseaux. Drainant un bassin versant de 46 km2, il s'étend sur 250 à 300 hectares. Le volume d'eau stocké représente 17,4 à 21,4 hm3.

## Historique
Au XVIIe siècle, les registres paroissiaux mentionnent « Lavaud de Gelée » comme orthographe pour le village de la Vaud Gelade, qui donne son nom au lac.
Le lac artificiel de Lavaud-Gelade s'est créé consécutivement à la mise en service en 1944 du barrage de Lavaud-Gelade. Il constitue une réserve d'eau pour alimenter à partir de 1950, le lac de Vassivière, situé à environ 4,5 km au sud-ouest, en fonction des besoins en eau de celui-ci, au moyen d'un aqueduc souterrain et à des fins de production d'énergie hydroélectrique. Cette eau détournée au sud-ouest du lac — et non pas au niveau du barrage — rejoint ainsi le bassin versant de la Maulde, un autre affluent de la Vienne.
Le lac a englouti le moulin de Lavaud-Gelade qui figurait sur la carte d'État-Major (1820-1866) .

## Climat
Le département de la Creuse est soumis à un climat océanique plus ou moins dégradé à l'image de son relief qui varie de 200 à 900 mètres du nord au sud.
Pour le plateau de Millevaches où est situé le lac de Lavaud-Gelade, c'est un climat très humide dégradé par des reliefs de moyenne montagne qui constituent le premier obstacle aux perturbations venant de l'océan Atlantique. Les précipitations sont très abondantes, avec une moyenne pluviométrique à Royère-de-Vassivière de 1 550 mm/an. Les chutes de neige sont significatives et tiennent au sol.

## Environnement
Situé dans le parc naturel régional de Millevaches en Limousin, le lac fait partie d'un site inscrit depuis le 24 décembre 1980 qui s'étend sur 1 040 hectares, ainsi que de la zone Natura 2000 « Vallée du Taurion et affluents »  et d'une zone naturelle d'intérêt écologique, faunistique et floristique (ZNIEFF) de type 2, la « vallée du Taurion, des sources à la confluence avec la Vienne ».
L'environnement du lac évolue, comme l'ensemble du paysage du plateau de Millevaches. Les landes disparaissent peu à peu au profit des plantations de résineux. L'agriculture déclinante laisse les prairies se transformer en friches.

## Photothèque

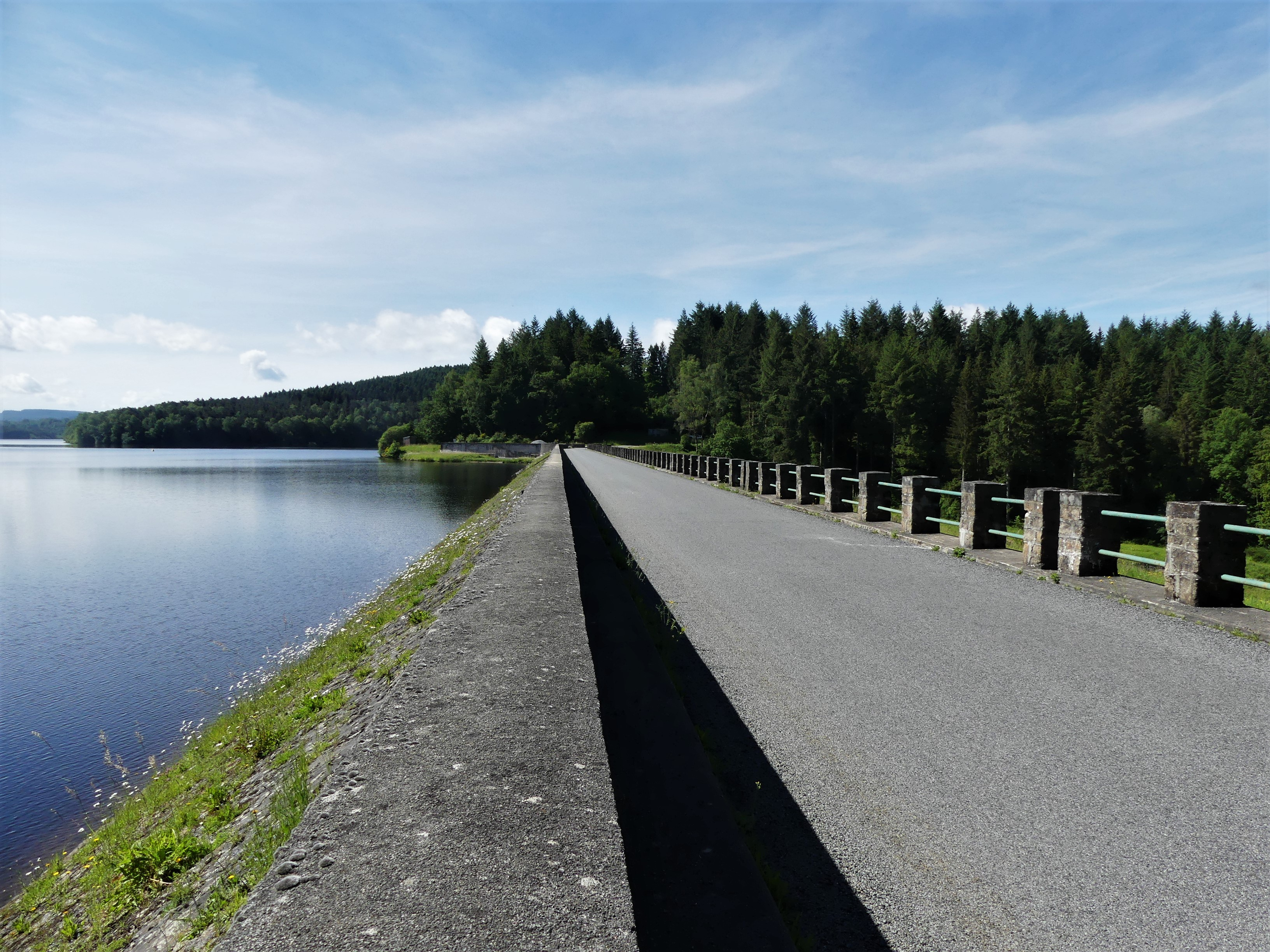
Le barrage de Lavaud-Gelade..
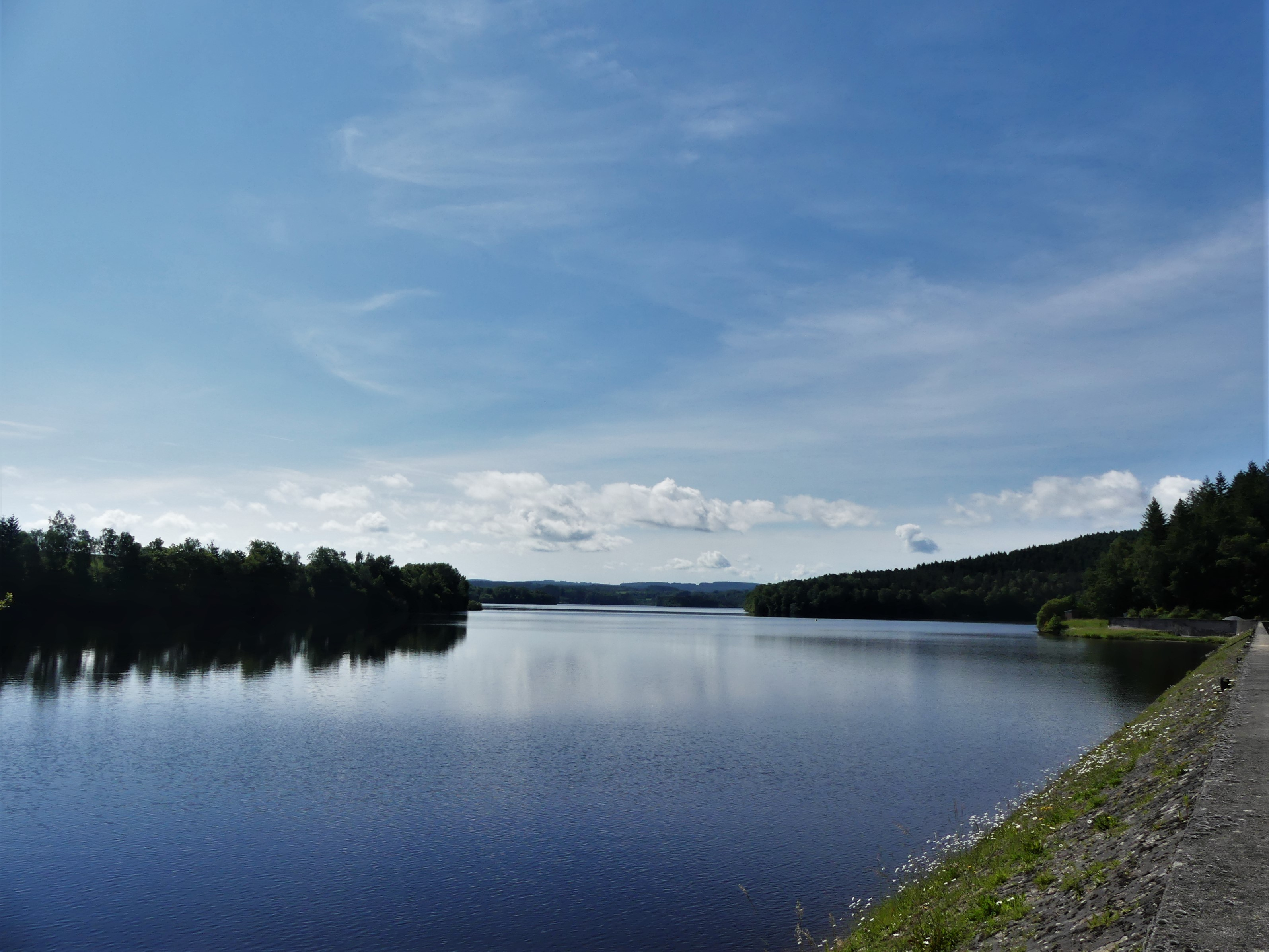
Le lac au niveau du barrage
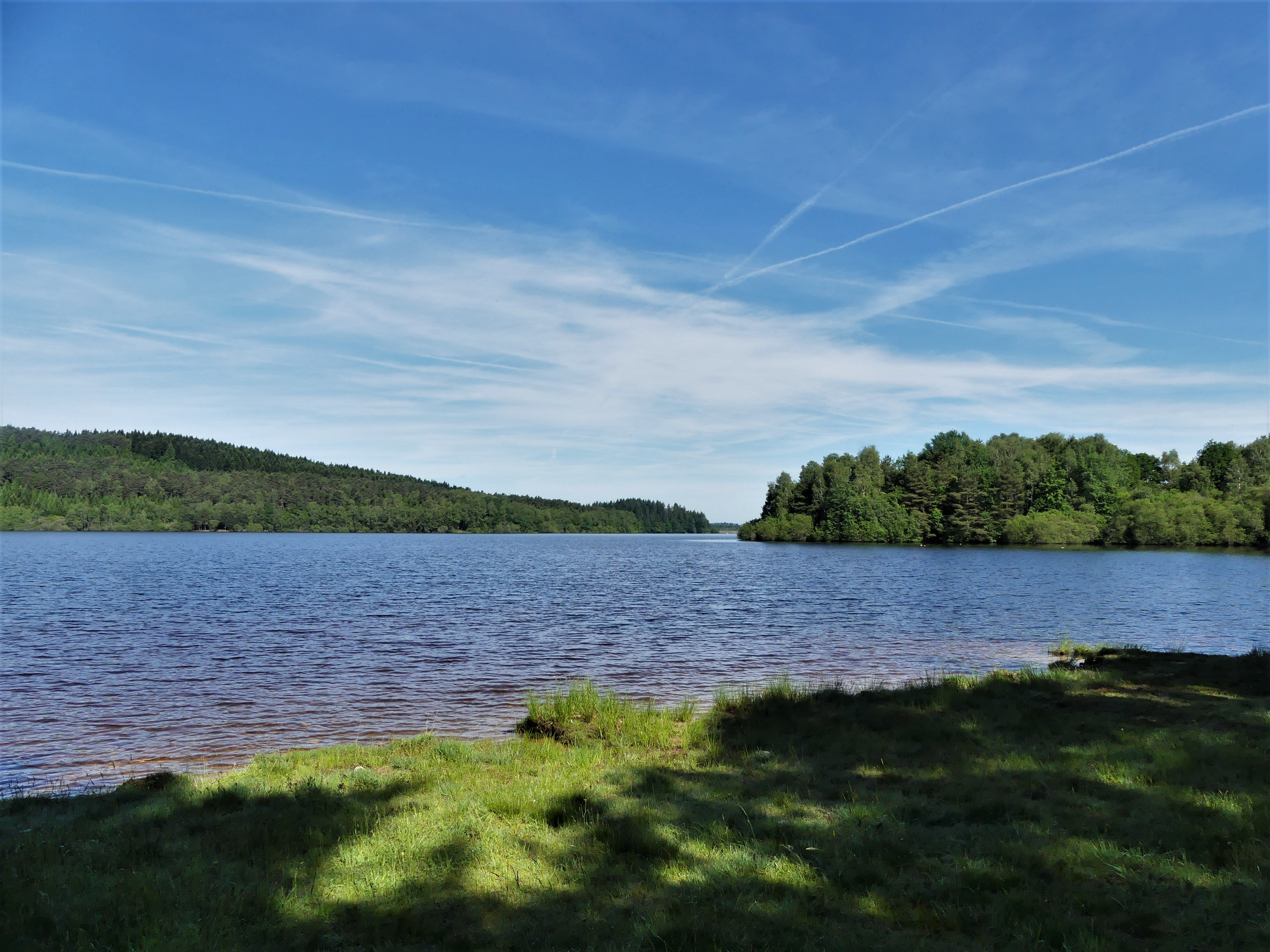
Le lac à l'aire des Pondauds.
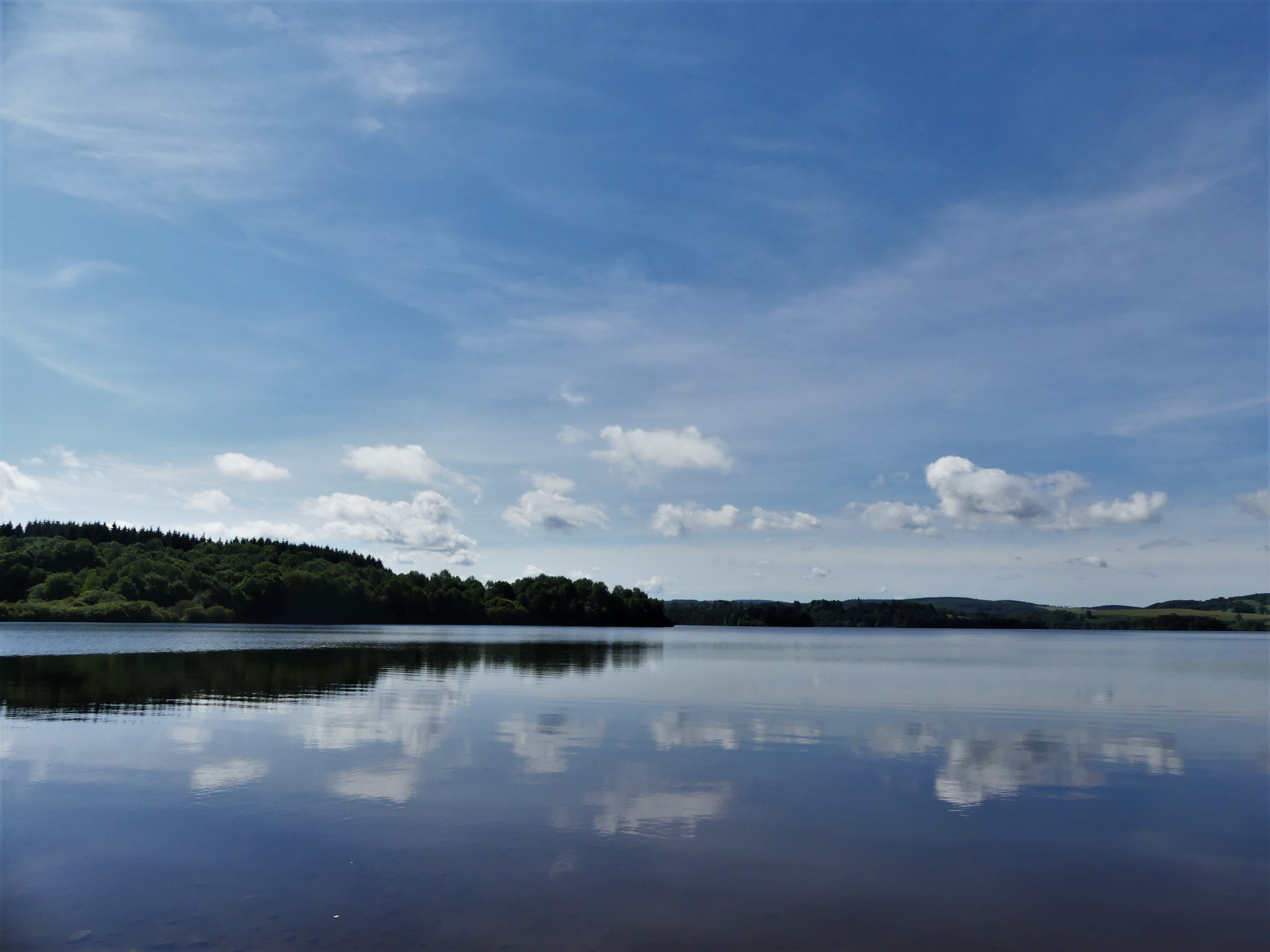
Le lac à l'aire de Pelletanges.